# Kanton Aubenas-2
Der Kanton Aubenas-2 ist ein französischer Wahlkreis im Département Ardèche in der Region Auvergne-Rhône-Alpes. Er umfasst einen Teilbereich der Stadt Aubenas und 14 weitere Gemeinden im Arrondissement Largentière. Durch die landesweite Neuordnung der französischen Kantone wurde er 2015 neu geschaffen.

## Gemeinden
Der Kanton besteht aus 15 Gemeinden und Gemeindeteilen mit insgesamt 21.372 Einwohnern (Stand: 1. Januar 2022) auf einer Gesamtfläche von 134,34 km²:
| Gemeinde                    | Einwohner 1. Januar 2022 | Fläche km² | Dichte Einw./km² | Code INSEE | Postleitzahl |
| --------------------------- | ------------------------ | ---------- | ---------------- | ---------- | ------------ |
| Ailhon                      | 553                      | 7,80       | 71               | 07002      | 07200        |
| Aubenas                     | 5.368                    | 9,95       | 539              | 07019      | 07200        |
| Fons                        | 317                      | 4,03       | 79               | 07091      | 07200        |
| Lachapelle-sous-Aubenas     | 1.840                    | 10,12      | 182              | 07122      | 07200        |
| Lanas                       | 431                      | 9,85       | 44               | 07131      | 07200        |
| Lentillères                 | 236                      | 8,72       | 27               | 07141      | 07200        |
| Mercuer                     | 1.315                    | 7,57       | 174              | 07155      | 07200        |
| Saint-Didier-sous-Aubenas   | 924                      | 2,76       | 335              | 07229      | 07200        |
| Saint-Étienne-de-Boulogne   | 404                      | 14,97      | 27               | 07230      | 07200        |
| Saint-Étienne-de-Fontbellon | 2.894                    | 9,51       | 304              | 07231      | 07200        |
| Saint-Michel-de-Boulogne    | 148                      | 7,53       | 20               | 07277      | 07200        |
| Saint-Privat                | 1.664                    | 6,13       | 271              | 07289      | 07200        |
| Saint-Sernin                | 1.842                    | 5,78       | 319              | 07296      | 07200        |
| Vesseaux                    | 2.048                    | 18,71      | 109              | 07339      | 07200        |
| Vinezac                     | 1.388                    | 10,91      | 127              | 07343      | 07110        |
| Kanton Aubenas-2            | 21.372                   | 134,34     | 159              | 0704       | –            |

1. ↑   Nur der südöstliche Teil der Gemeinde, der Rest gehört zum Kanton Aubenas-1.

## Politik
| Vertreter im Departementrat | Vertreter im Departementrat     | Vertreter im Departementrat |
| Amtszeit                    | Namen                           | Partei                      |
| --------------------------- | ------------------------------- | --------------------------- |
| 2015–2021                   | Sabine Buis Max Chaze           | PS                          |
| 2021–                       | Sandrine Genest Max Tourvieilhe | DVD                         |